# Boarmia squamigera
Boarmia squamigera är en fjärilsart som beskrevs av Felder 1875. Boarmia squamigera ingår i släktet Boarmia och familjen mätare. Inga underarter finns listade i Catalogue of Life.